# Team dsm-firmenich PostNL (vrouwenwielerploeg)/2024
Deze pagina geeft een overzicht van de vrouwenwielerploeg Team dsm-firmenich PostNL in 2024.

## Algemeen
Sponsor: Koninklijke DSM, Firmenich, PostNL
Algemeen manager: Iwan Spekenbrink
Teammanager: Rudi Kemna
Ploegleiders: Roy Curvers, Kelvin Dekker, Callum Ferguson, Christian Guiberteau, Dariusz Kapidura, Bennie Lambregts, Pim Ligthart, Luke Roberts, Albert Timmer, Hans Timmermans, Joey van Rhee, Philip West, Ben Widdershoven, Matthew Winston
Fietsmerk: Scott

## Renners

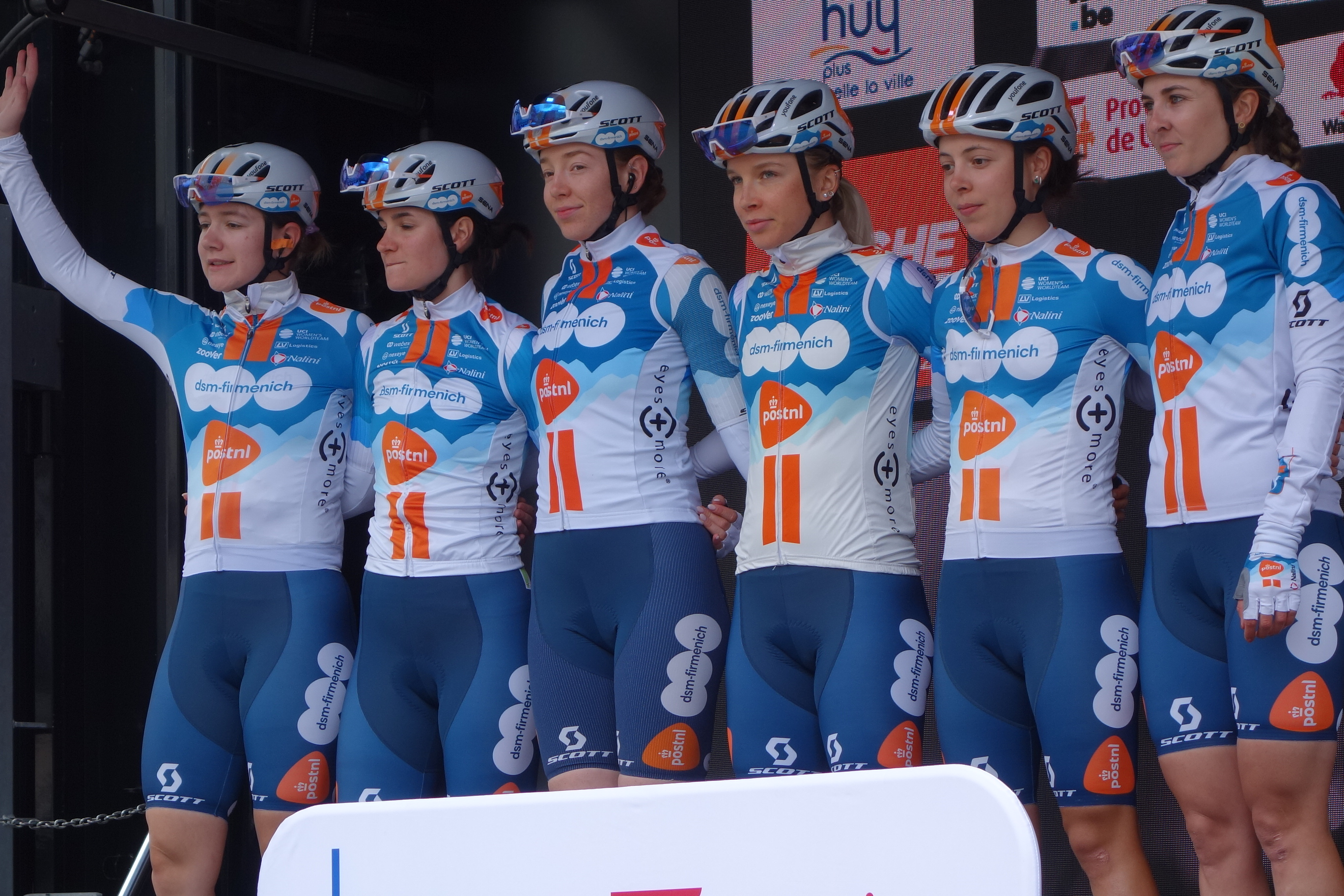
De ploeg in de Waalse Pijl 2024.

| Naam                   | Geboortedatum | Nationaliteit       | Ploeg 2023                 |
| ---------------------- | ------------- | ------------------- | -------------------------- |
| Silje Bader*           | 24-09-2005    | Nederland           | -                          |
| Francesca Barale       | 29-04-2003    | Italië              |                            |
| Rachele Barbieri       | 21-02-1997    | Italië              | Liv Racing TeqFind         |
| Eleonora Ciabocco      | 04-03-2004    | Italië              |                            |
| Pfeiffer Georgi        | 27-09-2000    | Verenigd Koninkrijk |                            |
| Daniek Hengeveld       | 17-11-2002    | Nederland           |                            |
| Megan Jastrab          | 29-02-2002    | Verenigde Staten    |                            |
| Franziska Koch         | 13-07-2000    | Duitsland           |                            |
| Charlotte Kool         | 06-05-1999    | Nederland           |                            |
| Juliette Labous        | 04-11-1998    | Frankrijk           |                            |
| Anna van der Meiden ** | 20-06-2004    | Nederland           |                            |
| Josie Nelson           | 08-04-2002    | Verenigd Koninkrijk | Team Coop - Hitec Products |
| Esmée Peperkamp        | 23-07-1997    | Nederland           |                            |
| Maeve Plouffe          | 08-07-1999    | Australië           |                            |
| Églantine Rayer        | 12-06-2004    | Frankrijk           |                            |
| Abi Smith              | 01-04-2002    | Verenigd Koninkrijk | EF Education-TIBCO-SVB     |
| Becky Storrie          | 27-09-1998    | Verenigd Koninkrijk |                            |
| Elise Uijen            | 23-06-2003    | Nederland           |                            |
| Nienke Vinke           | 22-06-2004    | Nederland           |                            |

*vanaf 16/7
** tot 30/7

### Vertrokken
| Naam         | Geboortedatum | Nationaliteit | Ploeg 2024 |
| ------------ | ------------- | ------------- | ---------- |
| Léa Curinier | 21-04-2001    | Frankrijk     | FDJ-Suez   |

## Overwinningen
| Nationale kampioenschappen wielrennen Groot-Brittannië - tijdrit U23: Josie Nelson Groot-Brittannië - wegrit: Pfeiffer Georgi Duitsland - wegrit: Franziska Koch Frankrijk - wegrit: Juliette Labous Tour Down Under Jongerenklassement: Nienke Vinke Ploegenklasement: *1) Ronde van Normandië 4e etappe: Josie Nelson Jongerenklassement: Josie Nelson Ploegenklasement: *2) | Baloise Ladies Tour 2e etappe: Charlotte Kool Ronde van Frankrijk 1e etappe: Charlotte Kool 2e etappe: Charlotte Kool |  |

*1) Ploeg Tour Down Under: Barale, Ciabocco, Koch, Plouffe, Smith, Vinke
*2) Ploeg Ronde van Normandië: Hengeveld, Van der Meiden, Nelson, Plouffe, Smith, Vinke
Mannen: 1999 · 2000 · 2001 · 2002 · 2003 · 2004 · 2005 · 2006 · 2007 · 2008 · 2009 · 2010 · 2011 · 2012 · 2013 · 2014 · 2015 · 2016 · 2017 · 2018 · 2019 · 2020 · 2021 · 2022 · 2023 · 2024 · 2025
Vrouwen: 2011 · 2012 · 2013 · 2014 · 2015 · 2016 · 2017 · 2018 · 2019 · 2020 · 2021 · 2022 · 2023 · 2024 · 2025
AG Insurance-Soudal · Canyon//SRAM · Ceratizit-WNT Pro Cycling · dsm-firmenich PostNL · FDJ-SUEZ · Fenix-Deceuninck · Human Powered Health · Lidl-Trek · Liv AlUla Jayco · Movistar · Roland · SD Worx-Protime · UAE Team ADQ · Uno-X Mobility · Visma|Lease a Bike